# Friedrich Christian de Franckenau
Friedrich Christian de Franckenau (22. maj 1724 i København – 1. september 1784) var en dansk embedsmand, far til Rasmus Frankenau.
Han var søn af lægen Georg Friedrich Franck de Franckenau (1669-1732) og dennes anden hustru Sophie Amalie Runge (1690-1726). Han blev toldinspektør i København og etatsråd.
Franckenau blev gift første gang med Maren Pau (død 1769) og anden gang 1770 med Edel Cathrine Falck (1744 - 16. februar 1829), datter af etatsråd A. Falck.